# Колотовкин, Андрей Владимирович
Андрей Владимирович Колотовкин  (род. 10 апреля 1972, Майкоп Адыгейская автономная область, РСФСР, СССР) — российский военачальник, генерал-лейтенант (2020). Командующий 2-й гвардейской общевойсковой армией Центрального военного округа (декабрь 2018 — февраль 2022).

## Биография
Родился 10 апреля 1972 года в Майкопе в семье сотрудника правоохранительных органов, полковника милиции Владимира Петровича и библиотекаря воинской части Людмилы Павловны Колотовкиных.
На военной службе с 1990 года. Окончил Санкт-Петербургское высшее общевойсковое командное училище (1990—1994), Общевойсковую академию Вооружённых Сил Российской Федерации (2003—2006) и Военную академию Генерального штаба Вооружённых сил Российской Федерации (2013—2015). Генерал-майор (2012).
С июля 2015 по декабрь 2016 года — командир 8-й отдельной гвардейской мотострелковой Чертковской бригады, с декабря 2016 по март 2017 года — заместитель командующего Черноморским флотом по береговым войскам, с марта 2017 года — командир 22-го армейского корпуса Черноморского флота, до декабря 2018 года — начальник штаба - первый заместитель командующего 8-й общевойсковой армией.
С декабря 2018 по февраль 2022 — командующий 2-й гвардейской общевойсковой армией Центрального военного округа (вместо Рустама Мурадова, назначенного на должность заместителя командующего войсками Южного военного округа). Штандарт командующего армией вручён 9 января 2019 года.
20 февраля 2020 года присвоено воинское звание генерал-лейтенант.

## Семья
Жена Екатерина, руководитель Общественного культурно-социального фонда «Звезда и Лира», глава женсовета 2-й гвардейской армии. Сыновья Игорь, Денис. Дочери Елизавета и Юлия.

## Награды
- Орден Александра Невского (2016)[6]
- Орден Жукова (2022)
- Орден Мужества (1995),
- Орден Мужества (1997),
- Орден «За военные заслуги» (2012),
- Орден Мужества «Афырхаҵаразы аорден» (8 декабря 2016, Абхазия) — за образцовое выполнение миротворческих задач по обеспечению безопасности и неприкосновенности государственной границы Республики Абхазия[7],
- Медаль «За отвагу» (Россия),
- Почётный знак «За труд во благо земли Самарской» (20 марта 2024) —  за особые заслуги в общественной и государственной деятельности, успехи в поддержании высокой боевой готовности соединений и воинских частей армии, личное мужество, проявленные при выполнении служебного долга
- Другие медали РФ, Абхазии и ДНР.